# NGC 7530
NGC 7530 é uma galáxia espiral (S0-a) localizada na direcção da constelação de Pisces. Possui uma declinação de -02° 46' 44" e uma ascensão recta de 23 horas, 14 minutos e 11,7 segundos.
A galáxia NGC 7530 foi descoberta em 1 de Outubro de 1864 por Albert Marth.